# Marius
Marius (Betonung: Márius) ist ein männlicher Vorname und Familienname.

## Herkunft und Bedeutung
Marius ist ursprünglich ein römischer Familienname, kommt entweder von dem römischen Kriegsgott Mars oder auch aus dem Lateinischen mas, maris was „männlich“ bedeutet. Ebenfalls könnte der Name von lateinisch mare abgeleitet sein, was „Meer“ bedeutet.

## Namenstag
Namenstag ist der 19. Januar (Marius (Märtyrer)) oder der 31. Dezember (Marius von Avenches).

## Varianten
- Mario, italienisch
- Marijus, litauisch
- Mariusz, polnisch
- Marush, albanisch
- Marushi, albanisch
- Marijo, kroatisch
- Māris, lettisch
- Marianus, lateinisch
- Mariano, italienisch
- Marian, deutsch

## Bekannte Namensträger

### Name in der Antike
- Aulus Marius Celsus, römischer Suffektkonsul 69
- Claudius Marius Victorius, römischer Autor und Rhetor
- Gaius Marius (158/157 v. Chr.–86 v. Chr.), römischer Feldherr und Staatsmann, angeheirateter Onkel des G. Iulius Caesar
- Gaius Marius der Jüngere (109 v. Chr.–82 v. Chr.), dessen Sohn, 83 v. Chr. Konsul
- Gaius Marius (Pseudo-Marius) († 44 v. Chr.), der „falsche Marius“ (Pseudo-Marius)
- Gaius Marius Marcellus Octavius Publius Cluvius Rufus, römischer Suffektkonsul 80
- Gaius Marius Victorinus (zwischen 281 und 291–nach 363), römischer Rhetor und christlicher Gelehrter
- Lucius Marius Perpetuus (Prokurator), Prokurator von Lugdunensis und Aquitania
- Lucius Marius Perpetuus (Statthalter), Statthalter von Arabia, Moesia superior und Tres Daciae
- Lucius Marius Perpetuus (Konsul 237), ordentlicher Konsul 237
- Marcus Marius Gratidianus († 82 v. Chr.), sein Neffe, Volkstribun, Ankläger des Q. Lutatius Catulus
- Marcus Marius (Feldherr) († 72 v. Chr.), römischer Feldherr und Politiker
- Marcus Marius (Prätor), römischer Politiker
- Marcus Marius (Quästor), italischer Magistrat
- Marcus Aurelius Marius († 269), römischer Kaiser des Imperium Galliarum
- Publius Marius, römischer Konsul 62
- Publius Besius Betuinianus Gaius Marius Memmius Sabinus, römischer Offizier (Kaiserzeit)
- Quintus Marius, antiker römischer Toreut
- Sextus Marius († 33), spanischer Minenbesitzer
- Tiberius Iulius Candidus Marius Celsus, römischer Konsul 86 und 105
- Marius Maximus (165–230), römischer Senator und Historiker

### Heilige
- Hl. Marius († zwischen 268 und 270), Märtyrer und Familienmitglied der so genannten Heiligen Drei Ärzte
- Marius von Avenches (530–594), Bischof von Aventicum

### Vorname
- Oyon Marius Claude Amba (* 1987), kamerunischer Schachspieler
- Marius Babias (* 1962), aus Rumänien stammender, in Deutschland tätiger Kunstkritiker, Autor und Kurator
- Marius Besson (1876–1945), Bischof im Bistum Lausanne, Genf und Freiburg
- Marius Chaîne (1873–1960), katholischer Priester und französischer Orientalist
- Marius Clarén (* 1978), deutscher Synchronsprecher, -autor und -regisseur
- Marius Constant (1925–2004), französischer Komponist und Dirigent
- Marius Copil (* 1990), rumänischer Tennisspieler
- Marius Ebbers (* 1978), deutscher Fußballspieler
- Marius Hiller (1892–1964), deutscher Fußballspieler
- Marius Hoppe, deutscher Kitesurfer
- Marius Jacob (1879–1954), französischer Anarchist und Volksheld
- Marius Johnsen (* 1981), norwegischer Fußballspieler
- Marius Jung (* 1965), afrodeutscher Kabarettist und Schauspieler
- Marius Klostermann (* 1983), deutscher American-Football-Spieler
- Marius Lăcătuș (* 1964), rumänischer Fußballspieler, -trainer und -funktionär
- Marius Felix Lange (* 1968), deutscher Komponist
- Marius Lode (* 1993), norwegischer Fußballspieler
- Marius Mars-Vallet (1867/69–1957), französischer Bildhauer und Medailleur
- Marius Matijošaitis (*  1992), litauischer Politiker,  Seimas-Mitglied
- Marius von Mayenburg (* 1972), deutscher Autor und Dramaturg
- Marius Müller-Westernhagen (* 1948), deutscher Musiker und Schauspieler
- Marius Petipa (1818–1910), französisch-russischer Balletttänzer und Choreograph
- Marius Ruhland (* 1975), deutscher Filmkomponist
- Marius Skarupskas (* 1981), litauischer Wirtschaftspolitiker, Vizeminister
- Marius Skuodis (* 1986), litauischer Wirtschaftspolitiker, Vizeminister
- Marius Sowislo (* 1982), deutscher Fußballspieler
- Marius Steinert (* 1984), deutscher Eishockeyspieler
- Marius Steinhauser (* 1993), deutscher Handballspieler
- Marius Thomsen (* 1981), deutscher Regisseur
- Marius Trésor (* 1950), französischer Fußballspieler
- Marius Wankel (* 1996), deutscher Jazzmusiker
- Marius Wolf (* 1995), deutscher Fußballspieler
- Marius Ziska (* im 20. Jhd.), färöischer Singer-Songwriter
- Marius Žiūkas (* 1985), litauischer Beamter und Geher

### Familienname
- Carl Marius (1819–1884), deutsch-österreichischer Sattler und Kutschenbauer
- Georg Marius (1533–1606), deutscher Mediziner
- Grarda Hermina Marius (1854–1919), niederländische Kunstkritikerin und Publizistin, Malerin
- Simon Marius (1573–1625), deutscher Astronom
- Wolfgang Marius (1469–1544), Abt

### Andere
- Marius (* 1994), Vielseitigkeitspferd, Goldmedaillengewinner bei Olympischen Spielen und Weltreiterspielen, siehe Hinrich Romeike